# NGC 1490
NGC 1490 في الفهرس العام الجديد، هي مجرة، تقع في كوكبة الشبكة (كوكبة). اكتشفت في 2 نوفمبر 1834 بواسطة جون هيرشل.

## روابط خارجية
- NGC 1490 على موقع ويكي سكاي: DSS2, SDSS, GALEX, IRAS, Hydrogen α, X-Ray, Astrophoto, Sky Map, Articles and images